# Eratoneura levecki
Eratoneura levecki är en insektsart som först beskrevs av Hepner 1966.  Eratoneura levecki ingår i släktet Eratoneura och familjen dvärgstritar. Inga underarter finns listade i Catalogue of Life.